# ریموند گاسلینگ

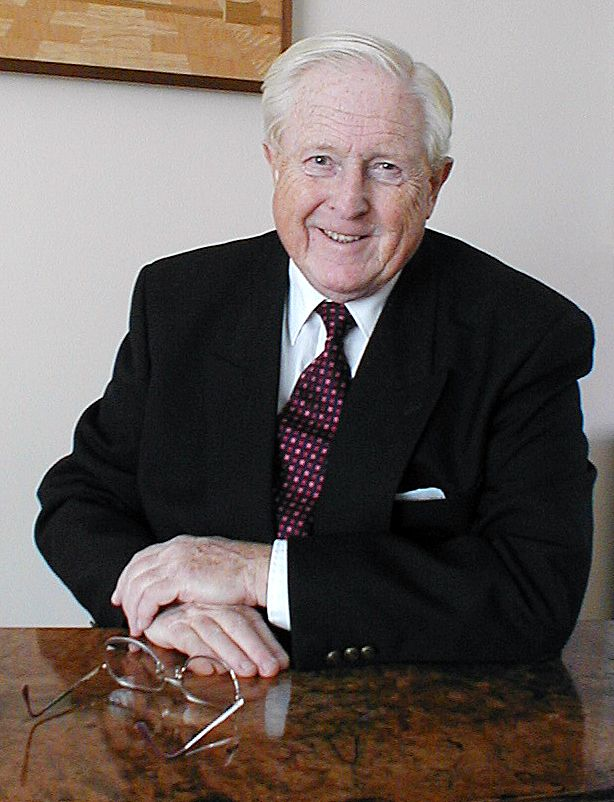
ریموند گاسلینگ

 ریموند گاسلینگ (انگلیسی: Raymond Gosling؛ زادهٔ ۱۹۲۶ - درگذشتهٔ ۱۸ مه ۲۰۱۵) یک فیزیک‌دان اهل بریتانیا بود. 